# Élections sénatoriales nigérianes de 2019
Les élections sénatoriales nigérianes de 2019 ont lieu le 23 février 2019 afin d'élire les 109 sénateurs du Nigeria.
Le scrutin devait initialement se dérouler le 16 février 2019 avant d'être reporté d'une semaine quelques heures avant l'ouverture des bureaux de vote pour cause de difficulté dans l'acheminement du matériel électoral. 

## Mode de scrutin
Le Nigéria est doté d'un parlement bicaméral, dit Assemblée nationale, composé d'une chambre basse, la Chambre des représentants, et d'une chambre haute, le Sénat.
Le Sénat est composé de 109 sièges à raison de trois pour chacun des 36 États du Nigeria plus un pour le Territoire de la Capitale fédérale Abuja. Les états sont divisés en trois circonscriptions, et les sénateurs sont ainsi élus pour quatre ans au scrutin uninominal majoritaire à un tour.

## Résultats
| Parti                     | Parti                                | Voix       | %     | Sièges | +/-           |  |
| ------------------------- | ------------------------------------ | ---------- | ----- | ------ | ------------- |  |
|                           | Congrès des progressistes (APC)      | 13 392 474 | 48,31 | 64     | 4             |  |
|                           | Parti démocratique populaire (PDP)   | 11 608 069 | 41,87 | 44     | 4             |  |
|                           | Parti des jeunes progressistes (YPP) | 94 764     | 0,34  | 1      | 1             |  |
|                           | Autres partis                        | 2 628 288  | 9,48  | 0      | en stagnation |  |
|                           |                                      |            |       |        |               |  |
| Suffrages exprimés        |                                      |            |       |        |               |  |
| Votes blancs et invalides |                                      |            |       |        |               |  |
| Total                     | Total                                | 27 723 595 | 100   | 109    | en stagnation |  |
| Abstentions               |                                      |            |       |        |               |  |
| Inscrits / participation  |                                      |            |       |        |               |  |